# Joosia macrocalyx
Joosia macrocalyx är en måreväxtart som beskrevs av Paul Carpenter Standley och Julian Alfred Steyermark. Joosia macrocalyx ingår i släktet Joosia och familjen måreväxter. IUCN kategoriserar arten globalt som sårbar. Inga underarter finns listade i Catalogue of Life.